# Hardisty
Hardisty is een plaats (town) in de Canadese provincie Alberta en telt 760 inwoners (2006).